# Görbitz (Hiltpoltstein)
Görbitz ist ein Gemeindeteil der Marktes Hiltpoltstein im Landkreis Forchheim (Oberfranken, Bayern).

## Geografie

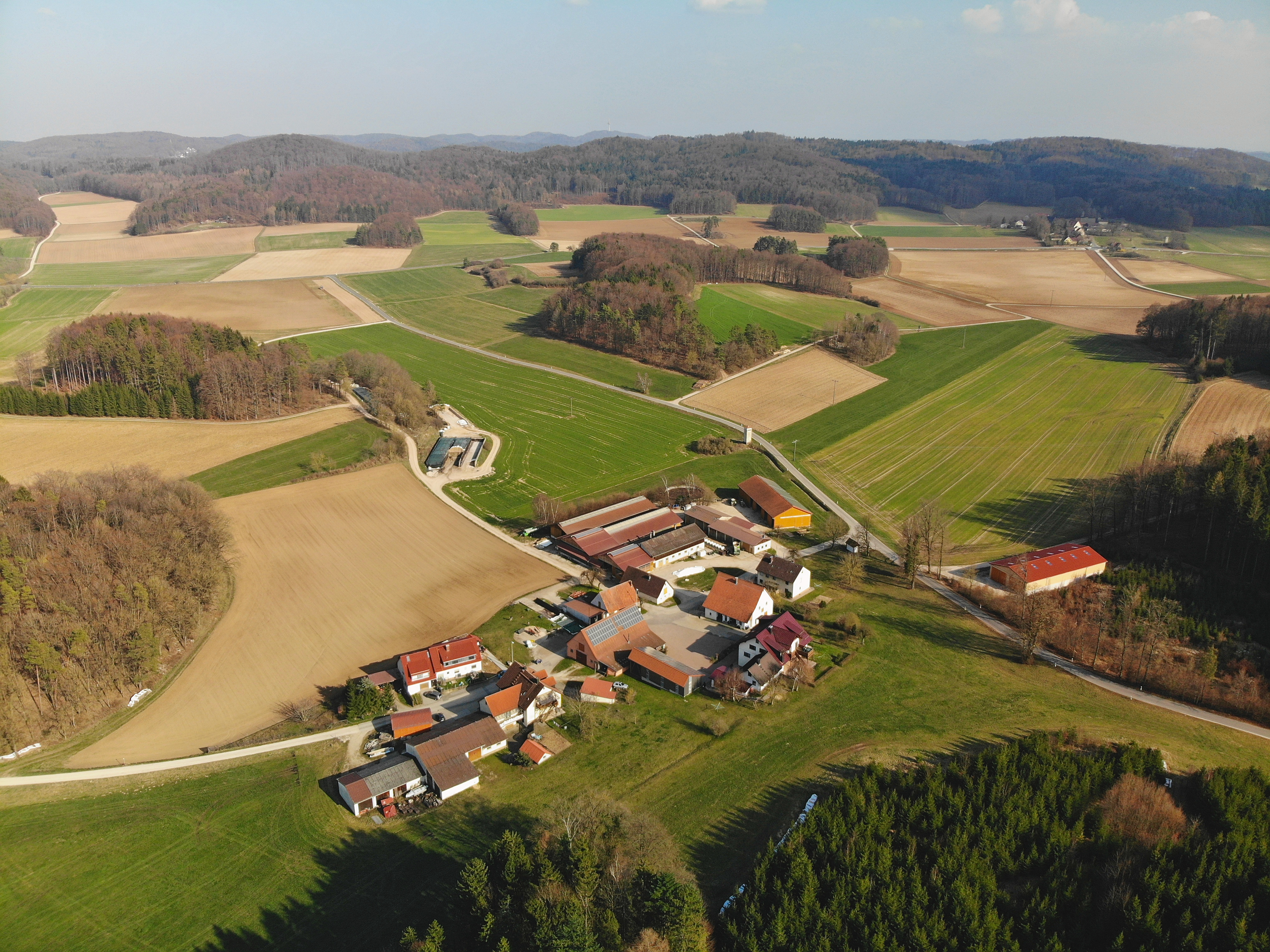
Luftaufnahme von Görbitz

Der im nordwestlichen Teil der Pegnitz-Kuppenalb gelegene Weiler befindet sich etwa eineinhalb Kilometer südwestlich des Ortszentrums von Hiltpoltstein auf 486 m ü. NHN.

## Geschichte
Die Endsilbe „-itz“ im Ortsnamen Görbitz deutet eigentlich darauf hin, dass der Ort durch slawische Siedler gegründet wurde. Dort ist dies jedoch nicht der Fall, denn in der ersten urkundlichen Erwähnung 1146 wurde der Weiler als „Gerwardsdorf“ bezeichnet, später auch als „Gerwarz“ und „Gerbeigsdorf“. Die als „Gerwards(dorf)“ anzusehende erste Benennung weist den Ort als das Dorf eines Gerward aus. Das ist ein Name, der auf die Kombination der beiden germanischen Begriffe Ger (Wurfspeer) (siehe Frame) und waltan (herrschen) zurückgeht. Somit handelt es sich bei Görbitz um den Genitiv eines deutschen Personennamens und die unechte -itz-Endung ist erst sekundär aufgetreten. Die Verwendung dieser Endung erfolgte vermutlich in Anlehnung an echte -itz-Ortschaften in der großräumigen Umgebung, wie etwa das etwa 45 Kilometer nordnordöstlich gelegene Scheßlitz.
Gegen Ende des Mittelalters befand sich der Ort im Eigentum des zur Kurpfalz gehörenden Klosters Weißenohe. Infolge der territorialen und rechtlichen Veränderungen, durch den Landshuter Erbfolgekrieg in dieser Gegend unterstand der Weiler seit dem Beginn des 16. Jahrhunderts mit gewissen Einschränkungen (wie etwa dem Recht des ersten Zugriffs in Kriminalfällen) der Hochgerichtsbarkeit des nürnbergischen Pflegamtes Hiltpoltstein. Die Vogtei über die beiden einzigen Anwesen des Ortes hatte aber weiterhin das Kloster Weißenohe, dem damit die Dorf- und Gemeindeherrschaft und somit auch die Landeshoheit über die Ortschaft zufiel. Daran änderte sich im Wesentlichen  nichts, als die Oberpfalz nach der Ächtung des pfälzischen Kurfürsten Friedrich V. (des sogenannten Winterkönigs) als Lehen an Kurbaiern übergeben wurde. Für Görbitz bedeutete dies, dass die Landeshoheit über den Ort nun von einer anderen wittelsbachischen Linie übernommen wurde.
Durch die Verwaltungsreformen im Königreich Bayern zu Beginn des 19. Jahrhunderts wurde Görbitz mit dem Zweiten Gemeindeedikt 1818 ein Bestandteil der Ruralgemeinde Hiltpoltstein.

## Verkehr
Die Anbindung an das öffentliche Straßennetz wird durch eine Gemeindeverbindungsstraße hergestellt, die etwa 800 Meter ostnordöstlich des Ortes von der Staatsstraße 2241 abzweigt und von Görbitz aus über Wölfersdorf in das etwa zwei Kilometer südwestlich gelegene Lilling weiterführt, wo sie in die Kreisstraße FO 22 einmündet.